# Bhaderwah
Bhaderwah is een stad en “notified area” in het district Doda van het Indiase unieterritorium Jammu en Kasjmir.

## Demografie
Volgens de Indiase volkstelling van 2001 wonen er 10.849 mensen in Bhaderwah, waarvan 59% mannelijk en 41% vrouwelijk is. De plaats heeft een alfabetiseringsgraad van 76%.

## Plaatsen
- Udrana met 3208 inw. (2011)